# Браничевский округ
Браничевский округ (серб. Браничевски управни округ) — округ в восточной части Сербии, относится к статистическому региону Южная и Восточная Сербия.

## Административное деление
Территория округа поделена на 8 общин:
- Велико Градиште
- Пожаревац
- Голубац
- Мало Црниће
- Жабари
- Петровац на Млави
- Кучево
- Жагубица

## Население
Кроме сербов, в округе проживает большое число румын и цыган: 155 255 сербов (84,5 %), 13 238 румын (7,2 %) и 4629 цыган (2,5 %) (2011).